# Nikolaus Wulf
Nikolaus Wulf (* um 1395 in Rendsburg; † 27. Januar 1481 ebenda) war ein Bischof von Schleswig.

## Leben und Wirken
Nikolaus Wulf war ein Sohn des Rendsburger Bürgers Hennike Wulf und dessen Ehefrau Margarete. Er ist erstmals als Kleriker in der Erzdiözese Bremen dokumentiert. 1417 zum Anwärter auf das Archidiakonat in Schleswig ernannt, übernahm er diese Stelle erst nach längerem Aufenthalt an der Kurie zum 3. November 1425. Anschließend übernahm er am 21. Februar 1424 das Kanonikat und die Präbende in Ösel und am 23. Dezember 1426 eine Vikarie an der Marienkirche in Lübeck.
Am 31. Januar 1429 setzte Papst Martin V. Wulf als neuen Bischof von Schleswig ein. Bei Auseinandersetzungen mit König Erik VII. vertrat er die Positionen der Grafen von Holstein, worüber sich Erik VII. beim Konzil von Basel beschwerte. Wulf gehörte den Räten der Herzöge Adolf VIII. und Gerhard VII. an, denen er das zurückgewonnene Schloss Schwabstedt überließ. Als Bischof vertrat er beide Herzöge beim Friedensschluss von Vordingborg.
1460 hatte Wulf entscheidenden Anteil an der Wahl Christian I. zum Herzog von Schleswig und Grafen von Holstein. Danach gab er das Wahlergebnis im Rathaus von Ripen bekannt. 1466 nahm er als Delegierter des Herzogtums am Abschluss der Koldinger Union teil.
Während seiner Jahre in der Verwaltung der Diözese wirtschaftete Wulf gut. Der Besitz des Bischofs und des Kapitels wuchs durch Ankäufe und Pfandschaften deutlich. Wulf ließ hierüber Register führen, von denen das Registrum censualis episcopi aus dem Jahr 1462 noch existiert. 1461 stiftete der Bischof das Lektorat am Kapitel in Schleswig sowie mehrere Präbenden für das Kollegiatkapitel in Hadersleben. 1465 stiftete er dem Kollegiatkapitel in Hadersleben eine Lektur und besetzte sie mit Jacob Horstmann.
Wulfs Amtszeit endete 1474. Die ihm zustehende Pension wurde offenbar veruntreut, sodass er verarmt Anfang 1481 starb.